# William Hartnell

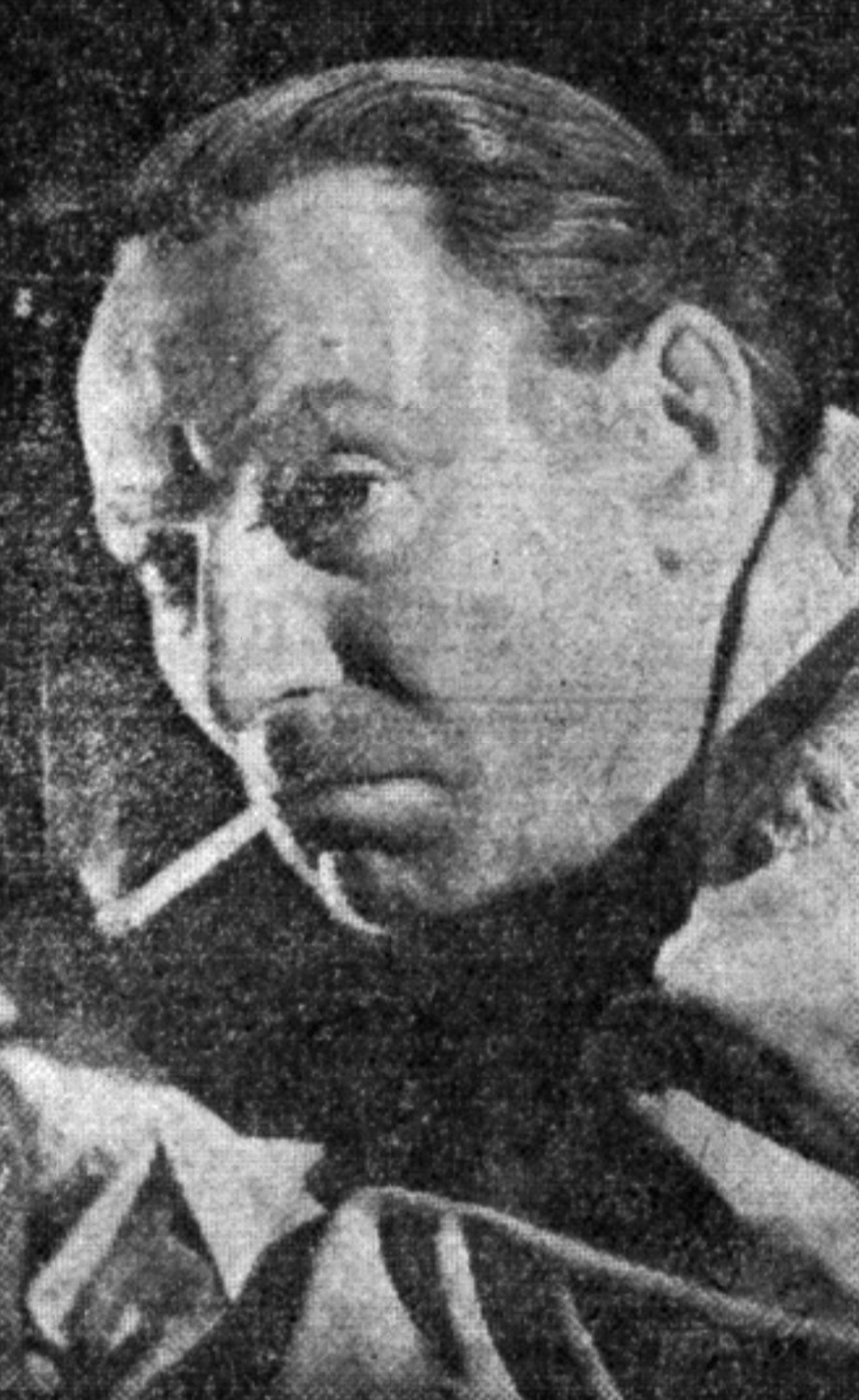
William Hartnell (1950, Farbton Nachträglich verändert)

William Henry Hartnell (auch Billy Hartnell; * 8. Januar 1908 in St. Pancras, London; † 23. April 1975 in Marden, Kent) war ein englischer Theater- und Film-Schauspieler. Seine bekannteste Rolle ist die des „Ersten Doctors“ in der britischen Science-Fiction-Sendung Doctor Who.

## Leben

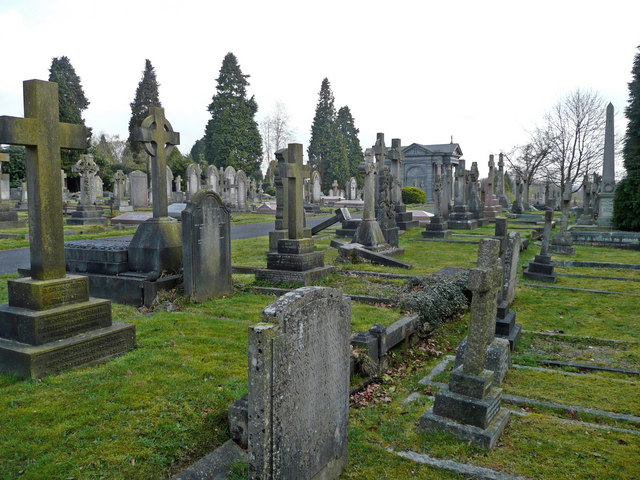
Kent and Sussex Crematorium and Cemetery 2008

Der einzige Sohn seiner unverheirateten Mutter Lucy Hartnell wuchs überwiegend bei seiner Tante Bessie auf. Seinen Vater lernte er nie kennen. Mit 16 Jahren wurde er von Hugh Blaker adoptiert, der ihm eine Anstellung bei der Shakespearean Company von Sir Frank Benson vermittelte, mit der er bis in die 1930er Jahre in Tourneevorstellungen auftrat. 1928 spielte er in dem Stück Miss Elizabeth’s Prisoner neben der Schauspielerin Heather McIntyre, die er im darauffolgenden Jahr heiratete.
In den 1930er Jahren trat er auch in Kinofilmen als Darsteller auf, zumeist in Filmkomödien, zuerst 1932 in Say It With Music. Beim Ausbruch des Zweiten Weltkrieges wurde Hartnell in eine Panzerkompanie eingezogen, aber schon nach 18 Monaten nach einem Nervenzusammenbruch ausgemustert. Er drehte weiter Filme und nach einer Rolle in dem Kriegsfilm The Way Ahead (1944), in dem er einen Sergeanten spielte, war er in weiteren Filmen auf Soldaten und Polizisten, aber auch auf Gangster festgelegt. 1957 spielte er neben Stanley Baker und Patrick McGoohan in dem britischen Drama Duell am Steuer (Hell Drivers). Als Soldat trat er auch im ersten Film der populären Carry-On-Serie auf, Carry On Sergeant (1958), in dem er den Sergeanten Grimshaw spielte. Auch in dem Peter-Sellers-Film „Die Maus, die brüllte“ (The Mouse That Roared, 1959) war Hartnell zu sehen.

## Doctor Who
1963 plante der britische Fernsehsender BBC eine Science-Fiction-Serie mit dem Titel Doctor Who. Die Hauptrolle sollte Geoffrey Bayldon spielen (später bekannt als Zauberer Catweazle in der gleichnamigen Kinderserie). Der lehnte jedoch ab und die Hauptrolle wurde an William Hartnell vergeben. Bayldon trat gelegentlich als Gastdarsteller in Doctor Who auf.
Hartnell spielte die Doctor-Who-Rolle von 1963 bis 1966 in 136 Folgen und wurde damit so ungemein populär, dass er danach kaum noch andere Rollen bekam. Er trat in dem Rollenkostüm auch bei Eröffnungen und Veranstaltungen auf. Die Rolle war so angelegt, dass die Hauptfigur durch „Regeneration“ mit einem neuen Schauspieler besetzt werden konnte. Hartnell wurde später wegen seiner Krankheit 1966 durch Patrick Troughton ersetzt. Nachdem sich sein Gesundheitszustand zunehmend verschlechterte, trat er nur noch einmal in der Sondersendung zum 10-jährigen Bestehen der Serie auf, The Three Doctors (1972). Im Special Die fünf Doktoren (engl. Originaltitel The Five Doctors) (1983) ist eine Archivaufnahme Hartnells zu sehen. Da er zu diesem Zeitpunkt nicht mehr lebte, wurde er durch Richard Hurndall imitiert. 2013 wurde Hartnell im Dokudrama zur Entstehung von Doctor Who Ein Abenteuer in Raum und Zeit von David Bradley gespielt. 2017 übernahm Bradley dann die Rolle des ersten Doctor auch in der eigentlichen Serie, in den Episoden The Doctor Falls und Twice Upon a Time.

## Filmografie (Auswahl)
- 1947: Ausgestoßen (Odd Man Out)
- 1947: Brighton Rock
- 1948: Escape
- 1951: Der Mann in Schwarz (The Dark Man)
- 1951: Der wunderbare Flimmerkasten (The Magic Box)
- 1956: Der beste Mann beim Militär (Private’s Progress)
- 1957: Duell am Steuer (Hell Drivers)
- 1958: Kopf hoch – Brust raus! (Carry On Sergeant)
- 1959: Die Maus, die brüllte (The Mouse That Roared)
- 1960: Der Boß war schneller als Scotland Yard (Jackpot)
- 1960: Das Signal steht auf rot (Piccadilly Third Stop)
- 1963: Lockender Lorbeer (This Sporting Life)
- 1963: Sergeant Fraser (To Have and to Hold)
- 1963: Himmlische Freuden (Heavens Above!)
- 1963–1966, 1972: Doctor Who (Fernsehserie, 135 Episoden)
- 1965: Morgen um zehn (Tomorrow at Ten)